# 沃特夫利特兵工厂
沃特夫利特兵工厂（Watervliet Arsenal），是位於美國紐約州沃特夫利特的一座兵工廠。
沃特夫利特兵工厂是美國研制和生产各种火炮的主要兵工厂，可生产口径为20mm～406.4mm(身管最长可达21.34m）的各种火炮。目前研制和生产的主要产品有：M224 式60mm 迫击炮、M29 和M29A1 式81mm 迫击炮、M30 式107mm迫击炮、M60A1 式坦克炮、105 榴弹炮、M198 式155mm 牵引榴弹炮的火炮和备用身管（含炮尾及炮口制退器）、M110A1 和M109A2 式155mm 自行榴弹炮炮管、M110A1 式203mm 自行榴弹炮等。